# Borne (Haute-Loire)
Borne település Franciaországban, Haute-Loire megyében. Lakosainak száma 405 fő (2022. január 1.). Borne Loudes, Saint-Paulien és Saint-Vidal községekkel határos.

## Népesség
A település népességének változása:
| Lakosok száma | 275  | 271  | 302  | 399  | 424  | 424  | 413  | 409  | 406  | 405  |
|               | 1968 | 1982 | 1990 | 2006 | 2013 | 2015 | 2017 | 2019 | 2020 | 2022 |